# Memorias de una guerrillera
Memorias de una guerrillera es una película documental española de 2007 dirigida por Pau Vergara, coguionista junto a Alfons Cervera.  Narra la vida de Remedios Montero Martínez, antigua maquis del AGLA.Fue producida por Maltés Producciones SL conjuntamente con Televisión Española y Radiotelevisión Valenciana.  Fue estrenada en los Cines Babel el 30 de noviembre de 2007.

## Sinopsis
La historia comienza con Remedios paseando por una playa de Valencia que, siguiendo los pasos hacia atrás empieza a recordar su niñez en Cuenca y cómo empezó a ayudar a los maquis. Recuerda el miedo y la violencia, cómo se unió al AGLA y conoció a uno de sus jefes Florián García apodado "Grande". Su arresto en Valencia a comienzo de los años cincuenta, las torturas y palizas en prisión y su condena de ocho años. Cuando la dejan libre huye a París, donde trabaja por el Partido Comunista de España y termina en Praga, donde se casa con Florián. En 1978 ambos regresan a España. Se establece con Florián en Valencia.

## Producción
Fue rodada durante seis meses en Gandía, Cuenca y Praga, con interiores en la Cárcel Modelo de Valencia, el paraje de la Fuente del Lentisco en la Sierra Calderona y en la Casa Castillo de Olocau del Rey. Remedios es interpretada por la actriz valenciana Pati Martínez y Florián por el debutante Javier Galván. El Grupo de Teatro de la Universidad de Valencia, coordinado por Pep Sanchis, han proporcionado numerosos figurantes y extras para guerrilleros, guardias civiles y exiliados.

## Premios
- XVII Premios Turia: Premio al mejor documental.[5]
- X Premios Tirant: Premio al mejor documental.